# Michael H. Crawford
Michael H. Crawford (* 25. Juli 1939 in Shanghai, Republik China; † 3. Juli 2024) war ein US-amerikanischer Anthropologe und Humanbiologe und ab 1971 Professor für Biologische Anthropologie an der University of Kansas. Er gilt als einer der Pioniere auf dem Gebiet der Molekularen Anthropologie, einer Verschmelzung von Anthropologie, Molekularbiologie und Evolutionsbiologie, die heute auch als anthropologische Genetik bezeichnet wird.

## Leben
Michael Crawfords Vater stammte aus Schottland und arbeitete in den 1930er- und 1940er-Jahren als Elektroingenieur in China, seine Mutter stammte aus Weißrussland und war als bildende Künstlerin (Malerei) tätig. Crawford besuchte in seiner Geburtsstadt Shanghai eine katholische Schule, die von französischen Ordensleuten geführt wurde. Der Chinesische Bürgerkrieg hatte neben den Kampfhandlungen zur Folge, dass Ausländer in China nicht länger willkommen waren. 1948 wurden er, seine Eltern und seine Schwester in ein Vertriebenenlager auf einer unbewohnten Insel der Philippinen ausgesiedelt. Neun Monate später wurde der Familie die Einreise nach Australien gestattet, wo sie zunächst in Canberra und danach in Sydney lebte und Michael das erste Jahr der High School absolvierte. 1952 erhielt die Familie die Erlaubnis zur Einreise in die USA, wo sie in Seattle wohnte und Crawford seine Ausbildung auf der O'Dea High School 1956 abschließen konnte. Danach studierte er an der University of Washington Anthropologie und Biologie und erwarb dort im Fach Anthropologie 1960 den Bachelor- und 1965 den Magister-Grad sowie 1967 im Fach Biologische Anthropologie & Genetik den Doktor-Grad (Ph.D.). Seine Doktorarbeit war der Genetik und der Stammesgeschichte der Südlichen Schweinsaffen (Macaca nemestrina) gewidmet. und wurde u. a. von Arno Motulsky und dem Anthropologen Marshall T. Newman begleitet.
Es folgte von 1967 bis 1971 eine Beschäftigung als Assistant Professor für Anthropologie an der University of Pittsburgh und daran anschließend die Berufung zum Associate Professor für Anthropologie und Humanbiologie an der University of Kansas in Lawrence. Von 1976 bis zu seiner Emeritierung war er schließlich ordentlicher Professor und Direktor des von ihm gegründeten Laboratory of Biological Anthropology der University of Kansas, das als das in den USA landesweit führende Forschungszentrum für die Ausbildung in Anthropologischer Genetik gilt.
Michael Crawford hinterließ seine Ehefrau Carolynn und einen gemeinsamen Sohn.

## Forschungsthemen
1971, im Jahr seiner Berufung nach Kansas, organisierte Michael Crawford an der School for Advanced Research in Santa Fe (New Mexico) die erste große Fachtagung über Anthropologische Genetik, zu der erstmals führende Wissenschaftler aus den Bereichen Humanbiologie, Genetik und Demografie miteinander diskutierten. Die Ergebnisse dieser Tagung wurden 1973 in einem Buch veröffentlicht, in dem erstmals umfassend die Methoden und Theorien beschrieben wurden, die damals zur Untersuchung der Variation innerhalb und zwischen Populationen des Menschen verwendet wurden. In einem Nachruf wurde das von Crawford und Peter L. Workman herausgegebene Buch als „Meilenstein“ (landmark) bezeichnet, das auch 50 Jahre nach seinem Erscheinen noch eines der grundlegenden Werke auf seinem Gebiet ist. 2006 gab Crawford ein Buch mit einem aktualisierten Überblick über den Stand der Anthropologischen Genetik heraus.
Zu den Forschungsprojekten von Crawford gehörten zahlreiche Feldstudien in Amerika und in Europa, zum Beispiel in Mennonitengemeinden in Kansas, bei Indigenen in Alaska und auf den Aleuten, in kleinbäuerliche Gemeinden und städtische Barrios in Mexiko und Mittelamerika, bei indigenen Völkern in Sibirien sowie in Irland, Norditalien und Ungarn.

## Ehrungen
- 1988–2000: Redaktionsleiter der Fachzeitschrift Human Biology
- 1994–1996: Präsident der American Association of Anthropological Genetics
- 1996: Mitglied der American Association for the Advancement of Science
- 1998–2000: Präsident der Human Biology Association (HBA)
- 2015: American Association of Biological Anthropologists und HBA: Multi-generational Perspectives on Human Biology and Anthropological Genetics: A Symposium in Honor of Michael H. Crawford.

## Schriften (Auswahl)
- The Origins of Native Americans: Evidence From Anthropological Genetics. Cambridge University Press, New York 1998, ISBN 978-0-521-59280-2.
- Different Seasons. Biological Aging of Mennonites of the Midwest. Anthropology Series, Nr. 21. University of Kansas, Lawrence, KS, 2000.
- In Search of Human Evolution. Field Research in Diverse Environments. Oxford University Press, New York 2024, ISBN 978-0-19-767940-1.

## Belege
1. 1 2 3   William R. Leonard und Dennis H. O'Rourke: In Memoriam: Michael H. Crawford (1939–2024). In: American Journal of Human Biology. Band 37, Nr. 1, 2025, e24171, doi:10.1002/ajhb.24171.
2. ↑  Northwest Association for Biomedical Research: Interview mit Michael Crawford. Stand: Juli 2011.
3. ↑  University of Kansas: Kurzbiographie.
4. ↑   Michael H. Crawford: Hemoglobin Polymorphism in Macaca nemestrina. In: Science. Band 154, Nr. 3747, 1966, S. 398–399, doi:10.1126/science.154.3747.398.
5. ↑  Michael H. Crawford und Peter L. Workman (Hrsg.): Methods and Theories of Anthropological Genetics. University of New Mexico Press, Albuquerque, NM, 1973.
6. ↑   Michael H. Crawford (Hrsg.): Anthropological Genetics: Theory, Methods and Applications. Cambridge University Press, New York 2006, ISBN 978-0-521-54697-3.

| Personendaten    | Personendaten                                   |
| ---------------- | ----------------------------------------------- |
| NAME             | Crawford, Michael H.                            |
| ALTERNATIVNAMEN  | Crawford, MH                                    |
| KURZBESCHREIBUNG | US-amerikanischer Anthropologe und Humanbiologe |
| GEBURTSDATUM     | 25. Juli 1939                                   |
| GEBURTSORT       | Shanghai, Republik China                        |
| STERBEDATUM      | 3. Juli 2024                                    |